# Eliane Cantanhêde
Eliane Cristina Cantanhêde Rampazzo (Rio de Janeiro, 5 de junho de 1952) é uma jornalista brasileira. Trabalhou em periódicos como O Globo, Veja, Jornal do Brasil, Gazeta Mercantil e Folha de S.Paulo. Atualmente é colunista de O Estado de S. Paulo; ex-comentarista do programa Em Pauta, da GloboNews;  e faz análises diárias no Jornal Eldorado, da Rádio Estadão, onde mantém o podcast Eliane Cantanhêde Responde.

## Biografia
Eliane Cantanhêde nasceu em 5 de junho de 1952, no Rio de Janeiro. O seu sobrenome, Cantanhêde, é de origem portuguesa. Seu pai era funcionário do Banco do Brasil e sua mãe funcionária da IAPFESP (atual INSS). O seu avô, Raimundo Brandão Cantanhede, foi usineiro de algodão no Estado do Maranhão e faliu depois da chegada das multinacionais do setor no Estado. Um tio-avô, Crepory Franco, foi deputado para a Constituinte de 1946.
Aos nove anos, mudou-se com sua família para Brasília. Na capital federal, estudou no Colégio Maria Auxiliadora, no Salesiano, e aos catorze anos decidiu que seria jornalista. Em 1971, entrou no curso de Comunicação social com habilitação em jornalismo na Universidade de Brasília (UnB). Formou-se em 1974, mas já era jornalista profissional, com carteira assinada, desde 1972 (na época, o diploma não era obrigatório).
É casada com o também jornalista Gilnei Rampazzo desde 1977, com quem tem duas filhas.

### Carreira
É bacharel em Jornalismo pela UNB e iniciou sua profissão aos dezenove anos como estagiária no Jornal do Brasil, na sucursal da capital federal, quando estava no segundo ano da graduação, indicada por um professor. No jornal, era repórter e cobria os assuntos relativos à educação. Lá permaneceu por um ano, até ser contratada pela revista Veja para atuar em Brasília, onde permaneceu por oito anos.
Retornou ao Jornal do Brasil em 1982, onde foi repórter, coordenadora de Política e chefe de Redação, além de ter estreado como colunista às segundas-feiras, substituindo um dos ícones do jornalismo, Carlos Castello Branco, o "Castelinho". Mais tarde, foi pela primeira vez para o jornal O Estado de S. Paulo como colunista, e depois para os jornais O Globo e Gazeta Mercantil, onde atuou em ambos como diretora de redação das sucursais.
Em 1997, foi contratada pela Folha de S.Paulo, dirigindo a sucursal entre 1997 e 2003. De 1997 a 2014, escreveu a coluna Brasília na página A2, quatro vezes por semana. Começou a participar às terças, quartas e sextas-feiras do programa Em Pauta, da GloboNews, apresentado por Sérgio Aguiar, alternando em Brasília com o jornalista político Gerson Camarotti.
Ao fim de 2014, deixou a Folha de S.Paulo e no primeiro dia do ano seguinte estreou no jornal O Estado de S. Paulo, no qual publica uma coluna aos domingos, terças e sextas-feiras, e passou a fazer comentários sobre política na rádio Estadão, depois englobada pela Rádio Eldorado, onde Eliane divide um programa diário, de 9h às 9h30, com Haisem Abaki e Carolina Ercolin. Também é comentarista na Rádio Jornal, de Pernambuco, onde fala às segundas-feiras, às 9h40, sobre política brasileira, política externa, defesa e comportamento.
Em sua trajetória como jornalista, Cantanhêde cobriu e analisou importantes episódios políticos do Brasil, como o fim da Ditadura militar, as "Diretas Já", a Constituinte 1987-1988 e os governos Ernesto Geisel, João Figueiredo, José Sarney, Fernando Collor, Itamar Franco, Fernando Henrique Cardoso, Lula e Dilma Rousseff. Também fez viagens internacionais a países dos diferentes continentes, para coberturas, seminários e programas de estudo. Realizou entrevistas com presidentes e primeiros-ministros, destacando-se a primeira entrevista exclusiva do então presidente Hugo Chávez, da Venezuela, após sua primeira eleição, em 1999.

### Acusação de antissemitismo
No dia 20 de junho de 2025, durante comentário sobre os conflitos no Oriente Médio, na Guerra Irã-Israel, no programa da GloboNews, demonstrou-se inconformada porque poucos israelenses estariam morrendo nos ataques de mísseis pelo Irã. "Por que os mísseis do Irã caem em Israel e não matam ninguém?" "Tem uma mortezinha aqui, outra ali. Uns 23 feridos aqui, 40 ali. Feridos!" "Eu não consigo entender por que o Irã atinge o alvo e não mata ninguém." (risos). A fala da jornalista gerou revolta nas redes socais. A fala foi considerada antissemita. No dia 22 de junho, Eliane e a GloboNews se retrataram num pedido de desculpas. O pedido foi lido ao vivo na programação do canal na manhã. No mesmo dia, o major Rafael Rozenszajn, porta-voz das Forças de Defesa de Israel nascido no Brasil, respondeu Cantanhêde em vídeo em rede social, sobre a razão de morrerem poucos civis israelenses.

### Saída da GloboNews
Em primeiro de agosto de 2025, após 15 anos como comentarista da GloboNews, Eliane Cantanhêde pediu demissão do canal. A jornalista declarou que estava "cansada" e que sentia necessidade de "dar um tempo" após décadas cobrindo política. A decisão veio semanas após uma polêmica envolvendo declarações suas sobre o Conflito Irã-Israel, consideradas antissemitas por parte do público e amplamente repercutidas nas redes sociais. Cantanhêde e a GloboNews chegaram a se retratar publicamente, mas ela não comentou se a saída teve relação com o episódio.
Segundo o portal O Antagonista a jornalista foi demitida por uma série de polêmicas nos últimos meses. O jornalista Ricardo Feltrin, afirmou que saída de Eliane foi motivada por declarações polêmicas e posicionamentos considerados insustentáveis pela direção da emissora.

## Prêmios, homenagens e citações
Seu nome consta no Top 50 dos Os +Admirados Jornalistas Brasileiros de 2014 e de 2015, segundo levantamento feito pelo J&Cia e a Maxpress.
Em 2016, por ocasião do Dia Internacional das Mulheres, foi eleita entre "As +Admiradas Jornalistas Brasileiras". No mesmo ano, foi agraciada com o "Prêmio Jornalista Roberto Marinho de Mérito Jornalístico".
Em 2016 e 2017, foi vencedora do Troféu Mulher Imprensa, na categoria colunista de jornalismo impresso, no voto popular.

## Publicações
- Cantanhêde, Eliane (2010). José Alencar: Amor à Vida. Rio de Janeiro: Sextante. ISBN 9788575426340[ligação inativa]
- Cantanhêde, Eliane (2009). O PFL. São Paulo: Publifolha. ISBN 9788574022864, coleção "Folha Explica"
- Cantanhêde e Seligman (2005). As cidades do Brasil: Brasília. São Paulo: Publifolha. ISBN 9788574026350